# 小行星7756
小行星7756（英語：7756 Scientia）是一颗围绕太阳公转的小行星。1990年3月27日，卡罗琳·舒梅克、尤金·舒梅克在帕洛马山发现了此天体。
这颗小行星的绝对星等为224.9883023369145等。